# Morti nel 1676
| Questa pagina contiene informazioni ricavate automaticamente dalle voci biografiche con l'ausilio del template Bio e di un bot. L'aggiornamento è periodico e automatico e ricostruisce completamente la pagina. Se manca una persona in questa lista, sei pregato di non aggiungerla, ma accertati piuttosto che la sua voce biografica contenga il template Bio e che i dati anagrafici siano correttamente compilati. Se il template Bio manca, inseriscilo tu stesso o, in alternativa, metti l'avviso {{tmp\|Bio}} che ne segnala la mancanza. Se i dati riportati sono sbagliati, correggi direttamente la voce biografica; le modifiche saranno visibili in questa lista entro pochi giorni. Per chiarimenti vedi il progetto biografie. La lista contiene solo le 95 persone che sono citate nell'enciclopedia e per le quali è stato implementato correttamente il template Bio. Pagina aggiornata al 14 dic 2024. |

## Gennaio(6)
- 1º gennaio - Carlo Roberto Dati, filologo e scienziato italiano (n. 1619)
- 7 gennaio - Marco Faustini, impresario teatrale italiano (n. 1606)
- 13 gennaio - André Graindorge, filosofo e medico francese (n. 1616)
- 14 gennaio - Francesco Cavalli, compositore italiano (n. 1602)
- 16 gennaio - Girolamo Mattei, I duca di Giove, nobile e politico italiano (n. 1606)
- 20 gennaio - Simone Mastacchi, fantino italiano (n. 1631)

## Febbraio(2)
- 8 febbraio - Alessio Michajlovič, sovrano (n. 1629)
- 21 febbraio - Giovanni Artusi Canale, scultore italiano (n. 1610)

## Marzo(5)
- 16 marzo - Henri de Guénegaud, politico e nobile francese (n. 1609)
- 22 marzo - Anne Clifford, nobile e mecenate inglese (n. 1590)
- 26 marzo - Giovanna Beatrice di Dietrichstein-Nikolsburg, principessa austriaca
- 26 marzo - Theodor Matham, incisore, pittore e disegnatore olandese (n. 1605)
- 27 marzo - Francisco Fernández de la Cueva, VIII duca di Alburquerque, ufficiale spagnolo

## Aprile(3)
- 5 aprile - John Winthrop il Giovane, politico inglese (n. 1606)
- 8 aprile - Claudia Felicita d'Austria, sovrana (n. 1653)
- 29 aprile - Michiel de Ruyter, ammiraglio olandese (n. 1607)

## Maggio(7)
- 7 maggio - Henri Valois, filologo e storico francese (n. 1603)
- 16 maggio - Vitale Valguarnera Lanza, nobile e politico italiano (n. 1617)
- 18 maggio - Bonaventura Belluto, filosofo, teologo e francescano italiano
- 23 maggio - Domenico Marolì, pittore italiano (n. 1612)
- 23 maggio - Giovanni van Houbraken, pittore fiammingo (n. 1612)
- 24 maggio - Federico Sforza, cardinale italiano (n. 1603)
- 27 maggio - Paul Gerhardt, poeta tedesco (n. 1607)

## Giugno(5)
- 1º giugno - Karl Kaspar von der Leyen, arcivescovo cattolico e nobile tedesco (n. 1618)
- 11 giugno - Lorentz Creutz, ammiraglio svedese (n. 1615)
- 11 giugno - Claes Uggla, ammiraglio svedese (n. 1614)
- 13 giugno - Enrichetta Adelaide di Savoia, nobile (n. 1636)
- 29 giugno - Hendrik van der Borcht il Giovane, pittore tedesco (n. 1614)

## Luglio(11)
- 4 luglio - François Le Vau, architetto francese (n. 1613)
- 5 luglio - Carl Gustaf Wrangel, generale svedese (n. 1613)
- 12 luglio - Elisabetta Sofia di Meclemburgo-Güstrow, nobildonna e compositrice tedesca (n. 1613)
- 12 luglio - Lorenzo Panciatichi, letterato italiano (n. 1635)
- 14 luglio - Nettario di Gerusalemme, arcivescovo ortodosso greco (n. 1602)
- 17 luglio - Marie-Madeleine d'Aubray, nobile e serial killer francese (n. 1630)
- 19 luglio - Giorgio III d'Assia-Itter, nobile (n. 1632)
- 22 luglio - Papa Clemente X, papa, vescovo cattolico e cardinale italiano (n. 1590)
- 25 luglio - François Hédelin, drammaturgo e scrittore francese (n. 1604)
- 26 luglio - Orsola Caccia, religiosa e pittrice italiana (n. 1596)
- 26 luglio - Luis Alfonso de los Cameros, arcivescovo cattolico spagnolo (n. 1600)

## Agosto(9)
- 12 agosto - Metacomet,  nativo americano
- 14 agosto - Nicolò Sagredo, doge (n. 1606)
- 17 agosto - Hans Jakob Christoffel von Grimmelshausen, scrittore tedesco (n. 1621)
- 18 agosto - Jacopo Melani, compositore, organista e cantante italiano (n. 1623)
- 21 agosto - Virginio Orsini, cardinale e vescovo cattolico italiano (n. 1615)
- 24 agosto - Massimiliano Giuseppe di Fürstenberg-Heiligenberg, nobile tedesco (n. 1651)
- 27 agosto - Carlo Bonelli, cardinale e arcivescovo cattolico italiano (n. 1612)
- 29 agosto - Luisa Carlotta di Brandeburgo, principessa (n. 1617)
- 31 agosto - Lars Stigzelius, religioso svedese (n. 1598)

## Settembre(6)
- 4 settembre - Carlo Fiorentino di Salm, militare olandese (n. 1638)
- 6 settembre - Vincenzo Lanfranchi, arcivescovo cattolico italiano (n. 1609)
- 9 settembre - Paul Chomedey de Maisonneuve, militare francese (n. 1612)
- 11 settembre - Anna de' Medici, nobile italiana (n. 1616)
- 13 settembre - Lamoral Claudio Francesco di Thurn und Taxis, conte (n. 1621)
- 17 settembre - Sabbatai Zevi, mistico ottomano (n. 1626)

## Ottobre(9)
- 4 ottobre - Marius Ambrosius Capello, vescovo cattolico fiammingo (n. 1597)
- 7 ottobre - Antoine Le Quieu, religioso francese (n. 1601)
- 15 ottobre - Simon de Vos, pittore, incisore e collezionista d'arte fiammingo (n. 1603)
- 18 ottobre - Bartolomeo Vandoni, pittore italiano (n. 1603)
- 20 ottobre - Fazıl Ahmed Köprülü, militare ottomano (n. 1635)
- 22 ottobre - Giovan Battista Langetti, pittore italiano (n. 1635)
- 25 ottobre - Iulius Georgius Schottelius, scrittore tedesco (n. 1612)
- 28 ottobre - Jean Desmarets de Saint-Sorlin, poeta francese (n. 1595)
- 29 ottobre - Ugo Boncompagni, IV duca di Sora, nobile italiano (n. 1614)

## Novembre(2)
- 1º novembre - Gijsbert Voet, predicatore e teologo olandese (n. 1589)
- 14 novembre - Jacques Courtois, pittore francese (n. 1621)

## Dicembre(4)
- 14 dicembre - Gaspar de Bracamonte y Guzmán, diplomatico spagnolo (n. 1595)
- 19 dicembre - Adolfo di Nassau-Schaumburg, nobile tedesco (n. 1629)
- 25 dicembre - William Cavendish, I duca di Newcastle-upon-Tyne, politico, poeta e generale inglese (n. 1592)
- 25 dicembre - Matthew Hale, giurista, giudice e avvocato inglese (n. 1609)

## Senza giorno specificato(26)
- Leonardo Agostini, antiquario, numismatico e archeologo italiano (n. 1593)
- Claudio José Vicente Antolínez, pittore spagnolo (n. 1635)
- Paolo Aringhi, religioso italiano (n. 1600)
- Carlo Assonica, medico, giurista e scrittore italiano (n. 1626)
- John Bond, giurista e religioso inglese (n. 1612)
- Abraham Bosse, incisore francese (n. 1604)
- Carlo Cantù, attore teatrale italiano (n. 1609)
- Salvatore Castiglione, pittore italiano (n. 1620)
- John Clarke, pastore protestante britannico (n. 1609)
- Bartolomeo Coriolano, incisore italiano
- Candido Del Buono, scienziato italiano (n. 1618)
- Michele Desubleo, pittore fiammingo (n. 1601)
- Hendrick Dubbels, pittore olandese
- Roland Fréart de Chambray, scrittore e traduttore francese (n. 1606)
- Isaac La Peyrère, filosofo francese (n. 1596)
- Bernardino Mei, pittore e incisore italiano (n. 1612)
- Nicolaes Molenaer, pittore olandese (n. 1630)
- Bertrand d'Ogeron de La Bouëre, militare francese (n. 1613)
- Jan Olis, pittore olandese
- Pierre Patel, pittore francese
- Catharina Peeters, pittrice fiamminga (n. 1615)
- Claudia Rusca, monaca cristiana, compositrice e musicista italiana (n. 1593)
- Jan Victors, pittore olandese (n. 1619)
- Gerrard Winstanley, religioso e politico britannico (n. 1609)
- Juan de Arellano, pittore spagnolo (n. 1614)
- Dominicus van Tol, pittore olandese